# Portal: No Escape
Portal: No Escape (Дословно: Портал: Побег невозможен, Портал: Некуда бежать или Портал: Выхода нет) — короткометражный фильм режиссера Дэна Трахтенберга. Фильм был выпущен 23 августа 2011 года. По состоянию на август 2023 года, фильм просмотрели более 27-ми миллионов раз.

## Сюжет
Челл (Дэниэль Рейн) просыпается в комнате, не помня о том, кто она и как она туда попала. Она замечает что-то на затылке. Используя кусок зеркала, которое она только что сломала, она обнаруживает, что это штрих-код. Кажется, она обеспокоена, она также видит таинственные отметки, нанесенные на стену. Челл проводит следующие часы или даже дни, расшифровывая график в своем уме, упражняясь и питаясь пищей, предоставляемой охранниками, и наблюдая за камерой безопасности. Вскоре она обнаруживает смысл надписей и находит портальную пушку, скрытую за стеной. Челл узнает, как использовать устройство, и когда офицер приходит на вмешательство, она бросает на него постель и убегает. Ей удается убежать от охотников, оказываясь на крыше здания, в промышленной зоне, и использует технику броска, чтобы прыгнуть в другое здание. Уходя от офицеров, Челл понимает, что на самом деле она окружена гигантскими экранами, которые создают иллюзию открытого мира.

## Производство
В интервью «Los Angeles Times» Трахтенберг сказал, что фильм был снят за несколько тысяч долларов. Кроме того, согласно твитам Трахтенберга в Twitter, производство фильма закончилось в начале 2010 года; для завершения пост-продакшна потребовалось еще полтора года.

## Критика и отзывы
Фильм был хорошо принят после его выхода. В первый же день видео достигло 800 000 просмотров. Видео было позже представлено в списке «10 лучших игровых экранизаций 2011 года» по версии VentureBeat. Фильм был так хорошо принят, что New Line Cinema первоначально подошел к Трахтенбергу, чтобы направить экранизацию фильма. Трахтенберг также заявляет, что он интересовался Монстро с момента выхода «Portal: No Escape», но вместе с его другими работами снимал и другие идеи; когда Монстро подарил ему возможность направить «Кловерфилд, 10», он увидел сходство между ним и «Portal: No Escape», особенно на открытии с участием женщин в неволе, не представляющих, как она попала туда и была привлечена к проекту.